# 문문 드 초우더리
문문 드 초우더리(Munmun De Choudhury)는 소셜 미디어와 그것이 정신건강을 형성하고 반영하는 방식에 대한 연구를 하는 인도계 미국인 컴퓨터 과학자이자 사회 과학자이다. 그녀는 조지아 공과대학교 인터랙티브 컴퓨팅 스쿨의 정교수이다.

## 교육 및 경력
드 초우더리는 트리푸라주의 작은 마을에서 자랐으며, 2005년에 자가디스 보스 국립 과학 재능 검색 장학금의 지원을 받아 보팔의 마울라나 아자드 국립 기술 연구소에서 학사 학위를 받았다. 그녀는 2011년에 애리조나 주립 대학교에서 컴퓨터 과학 박사 학위를 취득했다. 그녀의 박사 학위 논문인 "온라인 소셜 네트워크에서의 통신 역학 분석(Analyzing the Dynamics of Communication in Online Social Network)"은 하리 순다람의 지도 아래 이루어졌다.
레드먼드 (워싱턴주)의 마이크로소프트 리서치 neXus 연구 그룹에서 박사후 연구를 마친 후, 그녀는 2014년에 조지아 공과대학교 인터랙티브 컴퓨팅 스쿨에 조교수로 합류했다. 2020년에 부교수로 승진했고, 2025년 1월에 J. Z. 리앙 교수직을 받았으며, 2025년 8월부로 정교수로 승진했다.

## 표창
드 초우더리의 2013년 논문 "인구의 우울증 측정 도구로서의 소셜 미디어(Social Media as a Measurement Tool of Depression in Populations)"(스콧 카운츠, 에릭 호르비츠와 공동 저술)는 2022년 ACM 웹 과학 컨퍼런스에서 수여된 제1회 웹 과학 신뢰 시간의 시험상(Web Science Trust Test of Time Award)을 수상했다. 그녀는 2023년 SIGCHI 사회적 영향상 수상자이며, 2024년에는 CHI Academy에 이름을 올렸다.